# Santuario della Madonna del Soccorso (Poggio San Marcello)

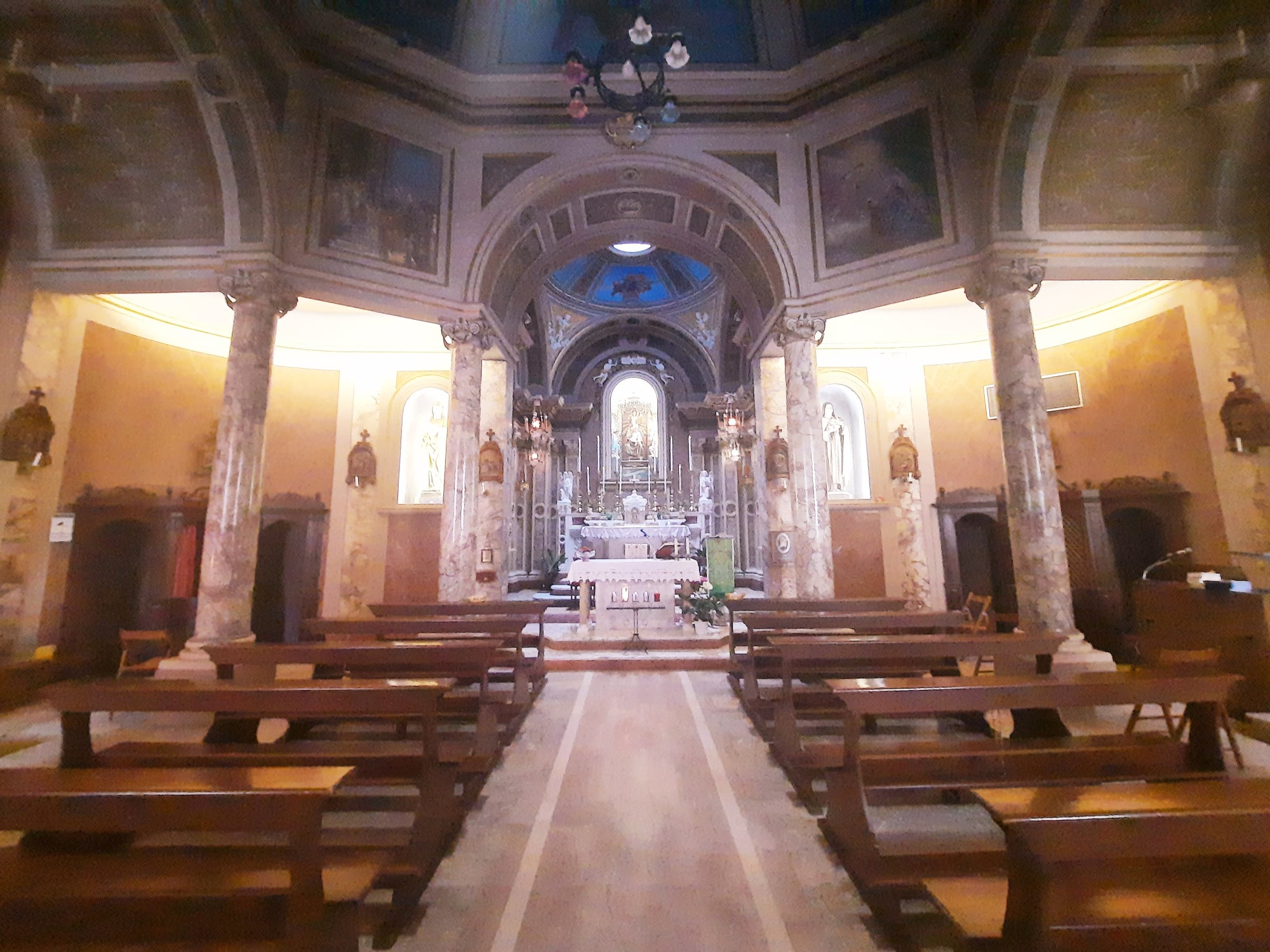
Interno del Santuario.

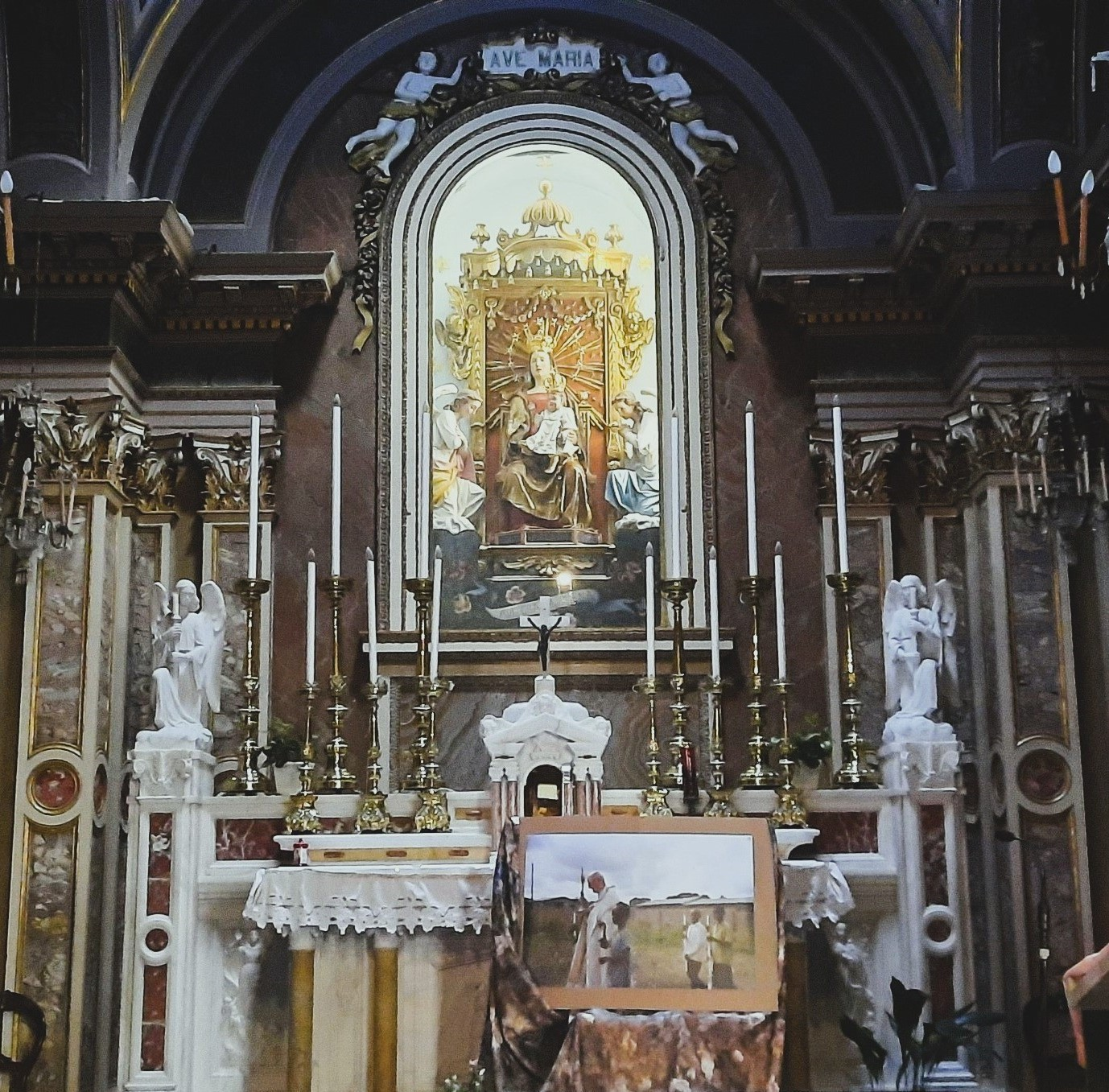
L'altare maggiore, con la statua lignea della Madonna del Soccorso (1608).

Il Santuario della Madonna del Soccorso è un edificio religioso di culto mariano situato a Poggio San Marcello, in provincia di Ancona. Sorge in piazza della Madonna, dopo l'arco d'ingresso al centro storico denominato Porta del Soccorso; da cui prende il nome. 

## Storia
La prima chiesa di Poggio San Marcello intitolata alla Madonna del Soccorso risulta edificata nel 1524, fuori dalle mura del Castello ed officiata dall'omonima confraternita. Il culto verso la Vergine, già diffuso dal 1300 dall'Ordine degli Eremitani di Sant'Agostino, si era intensificato verso il XV secolo quando una grave pestilenza colpì la popolazione jesina, i cui abitanti si rivolsero alla Madonna per ottenere la grazia al fine di essere risparmiati da tale calamità. La confraternita fu aggregata nel 1605 a quella romana del Gonfalone con relativa bolla pontificia da papa Paolo V, già vescovo di Jesi. Tre anni dopo venne fatta scolpire una statua di legno della Beata Vergine Maria del Soccorso, al fine di poterla meglio portare in processione. 
Il santuario nasce nel 1646 quando la confraternita decide di edificare una nuova chiesa all'interno del Castello, in sostituzione della precedente che versava in precarie condizioni strutturali. Si concluse nel 1652, traslandovi all'interno l'immagine lignea della Madonna. Al 1776 risulta l'erezione del campanile sul lato sinistro del santuario, che dalla piazzetta antistante domina su piazza Giacomo Leopardi fuori dalla cinta muraria del centro storico. 
Nel 1820 la scultura della Madonna subì un processo di restauro, comprovato da una data incisa sul retro della scultura. Nel 1869 la chiesa stessa fu oggetto di ristrutturazione, su progetto dell'architetto jesino C. Santini. 
All'inizio degli anni Ottanta dell'1800 si assistette ad una progressiva valorizzazione dell'effigie mariana grazie all'intervento di don Costantino Bramati che nel 1881, consacrato sacerdote, chiese ed ottenne di presidiare ed officiare il Santuario della Madonna del Soccorso. Nel 1883 celebrò la sua nomina a priore, facendo ripristinare e indorare a suo carico il manto della Vergine e il relativo trono sul quale era posto il simulacro; commissionò inoltre all’orafo jesino Ferdinando Novelli due rispettive corone d'oro zecchino per la Madonna e per il Bambino al quale segui la solenne incoronazione nel 1891. Sul finire dell'Ottocento mons. Costantino Bramati ottenne dal vescovo l'approvazione di un progetto concordato con il sopracitato Santini, il quale prevedeva lo spostamento della facciata dal modesto ingresso a nord a quello solenne ad est, sul piazzale che già prendeva il nome dalla chiesa giubilare. 
Il santuario odierno è stato dunque inaugurato nel 1894 con gli interventi di F. Cuppari, il quale si occupò di realizzare il nuovo presbiterio e la nuova facciata; quest'ultima spostata difatti rispetto alla precedente posizione.
Al 1991 risale l'ultimo restauro della statua della Madonna, curato dall'arciprete don Maurizio Fileni; che la restituì alla popolazione nella seconda domenica di maggio, durante le celebrazioni per il centenario dell'incoronazione celebrato solennemente durante l'annuale Festa della Madonna del Soccorso nel mese di maggio.

## Descrizione

### Esterno
La facciata si compone di un portale centrale sovrastato da un timpano e da un'iscrizione che riporta Deo Optimo Maximo (D.O.M.). Ai lati dell'ingresso si trovano due finestroni con grate, sormontate da due nicchie con le statue finemente lavorate di Sant'Agostino (a sinistra) e San Bernardo di Chiaravalle (a destra). L'intera facciata è scandita da quattro lesene che sorreggono la trabeazione superiore culminante con il timpano.

### Interno
La chiesa ha una pianta centrale strutturata su otto colonne con capitelli ionici  dai quali si ergono quattro archi sul cui sfondo si trova il presbiterio. Quest'ultimo ospita lo sfarzoso altare maggiore in marmo bianco di Carrara  adornato da sculture e bassorilievi. Dietro ed in alto la grande nicchia con la statua della Madonna del Soccorso con Bambino, adorata da due angeli. 
Sopra gli archi si curva la volta a forma di cupola, che termina con la medesima simmetria anche su quella absidale. Gli affreschi di inizio Novecento sono  di A. Rinaldi.

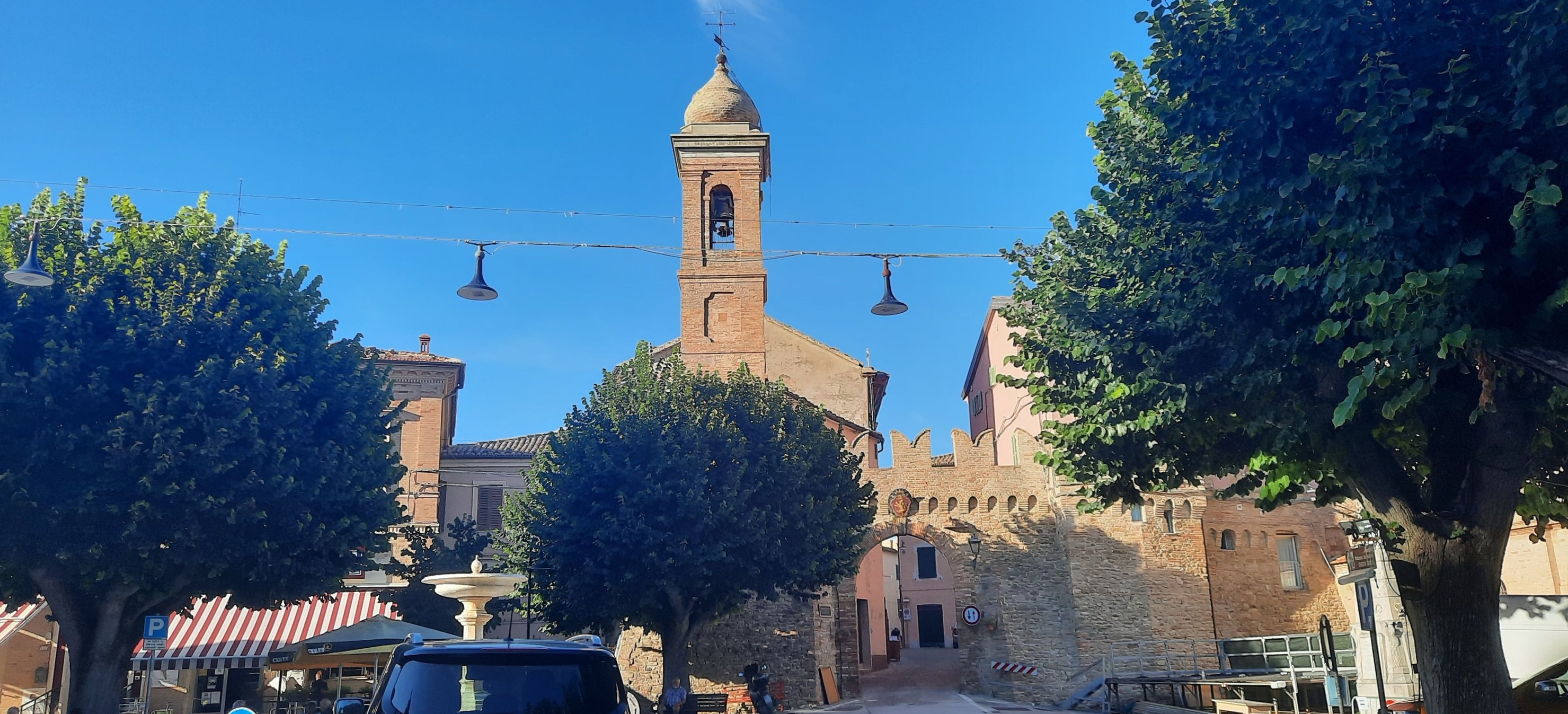
Il campanile settecentesco, torreggiante su piazza Giacomo Leopardi, e l'attigua Porta del Soccorso.

I due altari laterali accolgono le statue del Sacro Cuore di Gesù (a sinistra) e di  San Francesco Saverio (destra).

## La festa della Madonna del Soccorso
Ogni anno a Poggio San Marcello si tiene da secoli nella seconda domenica di maggio la Festa della Madonna del Soccorso. Le celebrazioni iniziano il primo weekend del mese mariano, con la processione per il trasferimento della statua della Madonna nella vicina e più capiente chiesa di San Nicolò da Bari. Durante la settimana si tengono incontri di preghiera, mentre nel sabato pomeriggio prefestivo vi è la benedizione dei bambini. 
La mattina della domenica le campane iniziano a suonare a festa alle sei del mattino e le celebrazioni eucaristiche si susseguono una ad ogni ora, accogliendo i residenti e i fedeli dai paesi limitrofi. Nel pomeriggio ha luogo la solenne processione con la scultura della Vergine del Soccorso, portata a spalle per le vie del paese. A tarda sera si concludono i festeggiamenti con i rituali fuochi d'artificio. Nell'ultima domenica di maggio, accompagnata da un'ulteriore processione a sera inoltrata, l'effigie mariana viene ricollocata al suo posto nel bel santuario.